# Кобылка степная крымская
Кобылка степная крымская (лат. Asiotmethis tauricus) — вид прямокрылых из семейства памфагиды. Эндемик Крыма.

## Описание
Длина тела 23—34 мм. Крупная, коренастая кобылка. Покровы тела сильно шероховатые, переднеспинка гребенчатая в профиль. Окраска светлая, коричневато-желтоватая либо песочная с частично красноватой и частично черноватой внутренней поверхностью задних бёдер, с красноватой внутренней поверхностью задней голени.
Крылья самцов несколько заходят за вершину брюшка, у самок — несколько не достигают вершины брюшка. От остальных представителей рода отличается красноватыми участками на внутренней стороне задних ног и с зеленовато-желтоватой окраской большей части задних крыльев; цельной тёмной перевязью на крыльях. Своеобразная окраска и форма тела имитирует камешки и неровности почвы.

## Биология
Взрослые насекомые встречаются с мая по июль. Обитает в каменистых степях и на остепнённых каменистых склонах Предгорья в западной и восточной частях Крымского полуострова. Предпочитает держаться открытых участков почвы. Питаются растениями. Самки не летают. У вида развита зрительная коммуникация — самцы и самки демонстрируют ярко окрашенные внутренние поверхности задних ног.

## Охрана
Вид включён в Красную книгу Республики Крым как сокращающийся в численности. Охраняется в национальном природном парке «Тарханкутский». Лимитирующие факторы: разрушение природных мест обитания вида в результате хозяйственной деятельности человека, неумеренного выпаса скота, рекреации и застройки участков обитания вида на морском побережье.

## Классификация
Внутри вида выделяют три подвида:
- Asiotmethis tauricus flavipes Steinmann, 1966 — Акмолинская область
- Asiotmethis tauricus steppensis Shumakov, 1949 — Херсонская область
- Asiotmethis tauricus tauricus (Tarbinsky, 1930) — Крым